# 성균관로
성균관로(成均館路, Sungkyunkwan-ro)는 서울특별시 종로구 명륜2가 204-1에서 혜화동 1-3까지를 잇는 도로이다. 도로명은 성균관대학교 인문사회캠퍼스의 정문 앞을 지나는 것에서 유래했다.

## 주요 경유지
서울특별시
- 종로구 (명륜2가 - 명륜3가 - 명륜1가 - 혜화동)

## 노선
| 교차로            | 접속 노선                      | 소재지            | 소재지            | 비고              |
| 대학로11길과 직결 | 대학로11길과 직결              | 대학로11길과 직결 | 대학로11길과 직결 | 대학로11길과 직결 |
| ----------------- | ------------------------------ | ----------------- | ----------------- | ----------------- |
| 성균관대입구      | 서울특별시도 제28호선 창경궁로 | 종로구            | 혜화동            |                   |
| 성균관대입구      | 대학로11길                     | 종로구            | 혜화동            |                   |
|                   | 명륜길                         | 종로구            | 혜화동            | 교차로 이름 없음  |
|                   | 성균관로13길                   | 종로구            | 혜화동            | 교차로 이름 없음  |
|                   | 성균관로15길                   | 종로구            | 혜화동            | 교차로 이름 없음  |
| 성균관로16길      |                                | 종로구            | 혜화동            | 교차로 이름 없음  |
|                   | 혜화로                         | 종로구            | 혜화동            | 교차로 이름 없음  |

## 부속도로
- ● : 전 구간 해당
- ▲ : 일부 구간 해당
- ✖ : 해당 없음

| 도로명         | 기점          | 종점          | 총연장 (m) | 차량 통행 가능 | 일방통행 | 소재지 | 소재지          |
| -------------- | ------------- | ------------- | ---------- | -------------- | -------- | ------ | --------------- |
| 성균관로1길    | 명륜2가 204-1 | 명륜3가 101-1 | 146        | ✖              | ✖        | 종로구 | 혜화동          |
| 성균관로3길    | 명륜2가 148-1 | 명륜3가 101-1 | 147        | ●              | ✖        | 종로구 | 혜화동          |
| 성균관로4길    | 명륜2가 148-1 | 명륜2가 10-2  | 283        | ●              | ✖        | 종로구 | 혜화동          |
| 성균관로5길    | 명륜2가 148-1 | 와룡동 2-97   | 738        | ●              | ✖        | 종로구 | 혜화동          |
| 성균관로5길    | 명륜2가 148-1 | 와룡동 2-97   | 738        | ●              | ✖        | 종로구 | 종로1.2.3.4가동 |
| 성균관로5가길  | 명륜3가 101-1 | 명륜3가 101-1 | 110        | ✖              | ✖        | 종로구 | 혜화동          |
| 성균관로6길    | 명륜2가 148-1 | 명륜2가 4-2   | 236        | ✖              | ✖        | 종로구 | 혜화동          |
| 성균관로7길    | 명륜1가 14-1  | 명륜1가 14-1  | 217        | ✖              | ✖        | 종로구 | 혜화동          |
| 성균관로9길    | 명륜1가 14-1  | 명륜3가 1-334 | 163        | ▲              | ✖        | 종로구 | 혜화동          |
| 성균관로10길   | 명륜1가 14-1  | 명륜1가 33-93 | 187        | ●              | ✖        | 종로구 | 혜화동          |
| 성균관로13길   | 명륜1가 27-52 | 명륜3가 2-11  | 394        | ▲              | ✖        | 종로구 | 혜화동          |
| 성균관로14길   | 명륜1가 5-145 | 명륜2가 4-2   | 352        | ▲              | ✖        | 종로구 | 혜화동          |
| 성균관로15길   | 명륜1가 5-113 | 명륜1가 9     | 276        | ●              | ✖        | 종로구 | 혜화동          |
| 성균관로15가길 | 명륜1가 5-31  | 명륜1가 7-18  | 207        | ●              | ✖        | 종로구 | 혜화동          |
| 성균관로15나길 | 명륜1가 5-35  | 명륜1가 7-101 | 128        | ✖              | ✖        | 종로구 | 혜화동          |
| 성균관로16길   | 명륜1가 5-113 | 명륜1가 33-10 | 244        | ●              | ✖        | 종로구 | 혜화동          |
| 성균관로17길   | 혜화동 3-1    | 명륜1가 2-31  | 373        | ●              | ✖        | 종로구 | 혜화동          |

## 주요 건물 및 시설
- 성균관대학교 인문사회과학캠퍼스 (서울특별시 종로구 성균관로 25-2)
- 광화문우체국 성균관대학교우편취급국 (서울특별시 종로구 성균관로 25-2)
- 우리은행 성균관대학교지점 (서울특별시 종로구 성균관로 31)
- 기독교대한성결교회 명광교회 (서울특별시 종로구 성균관로 47)
- 서울혜화경찰서 명륜파출소 (서울특별시 종로구 성균관로 54-1)
- 명륜새마을금고 (서울특별시 종로구 성균관로 55)
- 하나은행 명륜동지점 (서울특별시 종로구 성균관로 58)
- 대한예수교장로회 명륜제일교회 (서울특별시 종로구 성균관로 66)
- 올림픽기념국민생활관 (서울특별시 종로구 성균관로 91)
- 종로구시설관리공단 (서울특별시 종로구 성균관로 91)
- KB국민은행 성대명균지점 (서울특별시 종로구 성균관로5길 9)
- 대한예수교장로회 명륜중앙교회 (서울특별시 종로구 성균관로6길 8)
- 서울국제고등학교 (서울특별시 종로구 성균관로13길 40)
- 세포학교 (서울특별시 종로구 성균관로15길 11)
- 국과인학교 (서울특별시 종로구 성균관로15길 32)